# ميهاي بوبيسكو (لاعب كرة قدم)
ميهاي بوبيسكو (بالرومانية: Mihai Popescu)‏ هو لاعب كرة قدم روماني في مركز الدفاع، ولد في 7 مايو 1993 في Câmpulung ‏ في رومانيا. لعب مع دينامو بوخارست ونادي سانت ميرين وهارت أوف ميدلوثيان.

## وصلات خارجية
- ميهاي بوبيسكو (لاعب كرة قدم) على موقع قاعدة بيانات كرة القدم.إي يو (الإنجليزية)
- ميهاي بوبيسكو (لاعب كرة قدم) على موقع Soccerway.com (الإنجليزية)
- ميهاي بوبيسكو (لاعب كرة قدم) على موقع عالم كرة القدم.نت (الإنجليزية)